# 劉既漂
劉 既漂（りゅう きひょう、簡体字: 刘既漂、繁体字: 劉既漂、拼音: liújìpiào、リウ・ジーピャオ、1900年6月4日 - 1992年4月15日）は、中国の画家（装飾美術）、建築家。

## 生涯
1900年、広東省梅州市興寧区イエタン村柳橋の客家の家に生まれた。、1918年から1927年までフランスに留学し、パリ大学とフランス美術アカデミーを卒業。
1927年に帰国して国立西湖美術学院（現: 中国美術学院）の設立に参加し、1929年には杭州で西湖博覧会の外観のデザインに参加した。 
1932年、潘鳳翔と結婚し、同年、南京に「大方建築設計公司」を設立した。 日中戦争が勃発すると上海と南京の事務所を閉めて広州に行った。
1947年に渡米し、1949年にランドリーを開き、1953年に友人に売って養鶏場を始め、1968年には絵画を勉強した。
1992年4月15日、アメリカのニュージャージー州にて91歳で亡くなった。

## その他
蔡元培の長女であるウィリアム・蔡は、劉既漂の絵画を芸術運動協会の展覧会に出品した。